# Hannah Höch
Hannah Höch (germană: [hœç]; n. 1 noiembrie 1889, Gotha, Imperiul German – d. 31 mai 1978, Berlinul Occidental, Germania sub ocupație aliată) a fost o artistă germană adeptă a curentului dadaist. Este cunoscută pentru activitatea sa din perioada Republicii de la Weimar, fiind unul din pionierii tehnicii de fotomontaj – un tip de colaj în care sunt lipite împreună fotografii sau reproduceri fotografice extrase din presă și din alte media disponibile pe scară largă.
Opera lui Höch a fost menită să atace legenda și dicotomia conceptului „Noii femei” (în engleză New Woman): o femeie energică, profesionistă și androgină, gata în orice moment să-i ia locul bărbatului pe picior de egalitate. Interesul ei pentru acest subiect venea din curiozitatea de a afla structura acestei dicotomii, cât și cine anume dictează rolurile sociale respective.
Alte teme de bază în opera artistei au fost androginia, sfera politică și schimbarea rolurilor de gen. Ansamblul acestor teme au închegat un manifest feminist în lucrările lui Höch, care a încurajat emanciparea femeilor în timpul Republicii de la Weimar (1919-1933), dar și după.

## Biografie
Numele la naștere al lui Hannah Höch a fost Anna Therese Johanne Höch. S-a născut la Gotha, în Germania. A mers la școală, dar treburile casnice erau considerate mai importante în familia Höch. În 1904, Hannah Höch a părăsit Höhere Töchterschule din Gotha pentru a avea grijă de cea mai mică soră a ei, Marianne.
În 1912, a început să meargă la cursuri la colegiul de arte aplicate din Berlin, sub îndrumarea designerului de sticlă Harold Bergen. Ea a ales designul sticlelor și artele grafice în defavoarea artelor plastice, pentru a împlini dorința tatălui ei.
În 1914, la începutul Primului Război Mondial, a părăsit iarăși școala și s-a întors acasă la Gotha pentru a lucra la Crucea Roșie. În 1915 a revenit la Berlin și a fost admisă în grupa de grafică a lui Emil Orlik, la Institutul Național al Muzeului de Arte și Meșteșuguri. În același an, a început o relație intimă cu Raoul Hausmann, membru al mișcării dadaiste din Berlin. Implicarea plenară a lui Höch în comunitatea dadaistă berlineză a început în 1917. Ea era singura femeie din acel grup și era văzută ca manifestând autonomie, bărbăție și bisexualitate, întrucât aborda în mod constant conceptul „Noii femei” care era liberă să voteze, liberă să-și exploreze sexualitatea și lipsită de constrângeri financiare.
În perioada anilor 1916-1926, a lucrat în departamentul de artizanat al editurii Ullstein Verlag, proiectând rochii, broderii, dantele și articole de confecții pentru revistele Die Dame („Doamna”) și Die Praktische Berlinerin („Berlineza practică”). Apoi, până în 1929 a locuit și a lucrat în Țările de Jos. S-a împrietenit cu numeroși artiști influenți, precum Kurt Schwitters, Nelly van Doesburg, Theo van Doesburg, Sonia Delaunay, László Moholy-Nagy și Piet Mondrian. Höch și Hausmann au fost unii din pionierii unei noi forme de artă, numită fotomontaj.

### Viață personală
Istoricul de artă Maria Makela a caracterizat relația dintre Höch și Raoul Hausmann ca fiind „furtunoasă” și consideră că principala cauză a certurilor dintre ei, unele destul de violente, era refuzul lui Hausmann de a-și părăsi soția. Hausmann ar fi ajuns la punctul de a-și dori moartea lui Höch. El o discredita pe Höch nu numai pentru dorința ei de a se căsători, pe care o descria drept o înclinație „burgheză”, dar și pentru opiniile pe care artista le avea în domeniul artei. Poziția lui Hausmann cu privire la emanciparea femeilor a determinat-o pe Höch să scrie în 1920 o „poveste acidă”, intitulată „Pictorul”, subiectul căreia este „un artist care se pomenește într-o criză spirituală atunci când soția îl roagă să spele vasele”. Hausmann insista că singurul mod prin care Höch poate atinge potențialul maxim ca femeie, dar și în relația lor, era să aibă un copil cu el. Höch însăși își dorea să fie mamă, dar de fiecare dată când era însărcinată cu copilul lui Hausmann, în mai 1916 și în ianuarie 1918, a recurs la avort.
Höch și-a încheiat relația de șapte ani cu Raoul Hausmann în 1922. În 1926, a început o relație cu scriitoarea și lingvista olandeză Mathilda ('Til') Brugman, cu care a făcut cunoștință prin intermediul prietenelor comune Kurt și Helma Schwitters. Către toamna anului 1926, Höch se mutase la Haga pentru a locui cu Brugman și a rămas acolo până în 1929, după care ambele s-au mutat la Berlin. Relația lui Höch și Brugman a durat nouă ani, până în 1935. Ei nu și-au recunoscut explicit relația ca fiind lesbiană, în schimb, preferau să o definească ca o relație privată. În 1935, Höch l-a întâlnit pe Kurt Matthies, cu care a fost căsătorită între 1938 și 1944.

### Ultimii ani

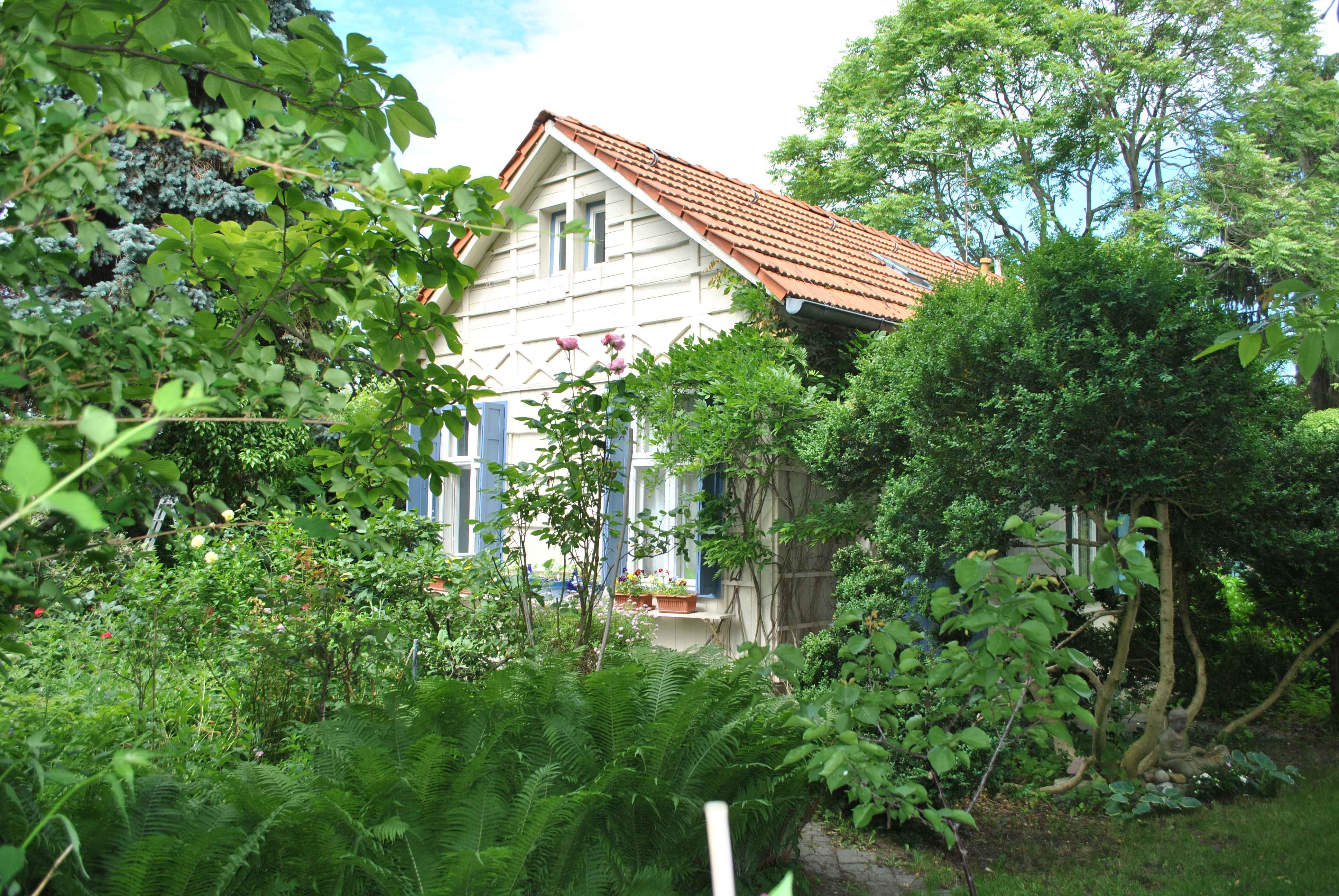
Grădina lui Hannah Höch din Berlin

În timpul celui de-al Treilea Reich, Höch a locuit la Berlin, Germania, având un mod de viață retras. Era ultimul membru al comunității dadaiste din Berlin care rămăsese în Germania în această perioadă. A cumpărat o mică casă cu grădină în Berlin-Heiligensee, la periferia Berlinului, și a locuit acolo.
S-a căsătorit cu omul de afaceri și pianistul Kurt Matthies în 1938 și a divorțat în 1944. A suferit din cauza cenzurii impuse de regimul nazist asupra artei, opera sa fiind considerată drept „artă degenerată”. Deși după război munca ei nu mai era la fel de apreciată ca înainte, ea a continuat să producă fotomontaje și să le expună pe plan internațional până la moartea ei în 1978, la Berlin.
Casa și grădina lui Hannah Höch pot fi vizitate de Ziua memoriei (Tag des offenen Denkmals).
La cea de-a 128-a aniversare a zilei sale de naștere, la 1 noiembrie 2017, artista a fost comemorată de Google printr-un Google Doodle.

## Dadaism
Dadaismul a fost un curent artistic format în 1915 la Zurich, Elveția. Acesta respingea monarhia, militarismul și conservatorismul și era cuprins de un sentiment „anti-artă”. Dadaiștii considerau că artei nu i se pot impune hotare sau restricții, că aceasta poate fi caraghioasă și jucăușă. Opiniile date au apărut și s-au întărit după Primul Război Mondial, ca reacție la atrocitățile războiului. Multe lucrări dadaiste criticau Republica de la Weimar și încercarea eșuată a acesteia de a crea o democrație în Germania interbelică. Mișcarea dadaistă critica și societatea burgheză. Termenul „dada” nu are nicio însemnătate; este un cuvânt copilăresc care caracterizează lipsa de rațiune sau logică în lucrările respective. Printre principalii reprezentanți ai curentului se numără George Grosz, John Heartfield și Raoul Hausmann.
Unele voci susțin că Höch ar fi intrat în rândurile dadaiștilor doar datorită relației sale cu Hausmann. George Grosz și John Heartfield nu au agreat primirea ei la primul Târg internațional de dadaism din 1920 și au acceptat-o doar conform rugăminții lui Raoul Hausmann. Chiar și așa, însuși Hausmann avea să încerce să o excludă pe Höch din curent, scriind în memoriile sale că „ea nu a fost niciodată membru al clubului”. Cu toate acestea, Höch deținea titlul de „Dadasofină” în cadrul mișcării.
Opera lui Höch este cel mai bine reprezentată de fotomontajele pe care le confecționa. Aceste colaje, care nu erau altceva decât imagini din cultura populară decupate și reasamblate, se potriveau curentului dadaist, deși alți dadaiști au ezitat să-i accepte creația din cauza sexismului manifestat de ei în cadrul curentului. Opera artistei a adăugat „o notă feministă îndrăzneață” filozofiei dadaiste de dispreț față de societatea burgheză, dar identitatea sa feminină și subiectele feministe au contribuit la faptul că nu a fost niciodată pe deplin acceptată de comunitatea dadaistă covârșitor masculină.
Ca și în cazul altor dadaiști, opera lui Höch a fost supusă cenzurii de către naziști, fiind considerată degenerată. Autoritățile naziste nu au permis organizarea expoziției sale din 1932 la Bauhaus (o școală de artă germană). Cenzorii erau deranjați de estetica lucrărilor ei, mesajele politice pe care le transmit și simplul fapt că era femeie. 
Imaginile ei înfățișau androgini, pe care naziștii îi disprețuiau. Ideologia nazistă aprecia lucrările de artă care înfățișau bărbatul și femeia ca ființe germane ariane ideale. Personajele lui Höch, însă, erau departe de acest standard, uneori cu intenția de a pune în discuție societatea (cum ar fi în lucrarea „Fata frumoasă”). În această perioadă, Höch s-a retras și a revenit în lumea artei doar după căderea celui de-al treilea Reich.

### Fotomontaje
Fotomontajul este o mare parte din moștenirea lui Höch ca artist.
Conform criticului de artă Kristin Makholm, „fotomontajele lui Höch afișează haosul culturii vizuale a Berlinului dintr-o perspectivă feminină”. Artista este considerată o pionieră a utilizării tehnicii de fotomontaj pentru a ilustra problemele legate de gen și locul femeii în societatea modernă.
În aceste colaje, Höch strângea la un loc imagini și text din cele mai răspândite forme de mass-media, cum ar fi ziare și reviste, combinându-le în moduri deseori neobișnuite, pentru a-și exprima poziția cu privire la problemele sociale importante ale vremii sale. Originea fizic autentică a imaginilor (ziare și reviste ale vremii) confereau validitate mesajelor transmise.
Prin decuparea și realipirea imaginilor, Höch înainta ideea că problemele actuale pot fi privite din diferite puncte de vedere. Inițial, tehnica era considerată extrem de revoluționară și de stânga, dar către anii 1930 devenise un tip de design acceptat pe larg, legat de modernitate și consumerism. Datorită fotomontajului, au fost apropiate noțiunile de cultură de masă și artele plastice. Ambiguitatea din lucrările ei era executată intenționat, ca mod de abordare a problemelor legate de sexualitate și sex. Prin construcțiile complexe și ambigue ale genului, femeile puteau să-și recunoască atât atributele masculine, cât și cele feminine, astfel dezvoltându-și un sentiment intensificat de individualism.

### Femei în dadaism
În timp ce dadaiștii, inclusiv Georg Schrimpf, Franz Jung și Johannes Baader, susțineau, la suprafață, emanciparea femeilor, ei erau reticenți să includă o femeie printre rândurile lor. Hans Richter descria contribuția lui Höch la mișcarea dadaistă drept „tartine, bere și cafea pe care a reușit să le scoată de undeva, în ciuda lipsei de bani”. Raoul Hausmann voia ca Höch să-și găsească un loc de muncă pentru a-l susține financiar în cariera lui artistică, în ciuda faptului că ea era printre puținii din cercul lor de apropiați care are un venit stabil din artă.
Höch spunea următoarele despre sexismul a cărei victimă era: „Niciunul dintre acești bărbați nu era mulțumit cu o femeie obișnuită. Dar nici nu erau dispuși să-și abandoneze moralitatea (convențională) masculină față de femeie. Iluminați de Freud, în semn de protest împotriva generației mai vechi... toți își doreau să vadă această „Nouă femeie” și voiau ca ea să fie liberă. Dar au respins, mai mult sau mai puțin brutal, ideea că și ei trebuie să se schimbe... Acest lucru a dus la aceste drame cu adevărat strindbergiene în viața privată a acestor bărbați.”
Alte femei importante din dadaismul berlinez erau Sophie Taeuber, Beatrice Wood și baronesa Elsa von Freytag-Loringhoven, dar ele au fost trecute cu vederea. Höch face referire la ipocrizia dadaiștilor berlinezi și a societății germane în ansamblu în fotomontajul Da-Dandy. Höch a mai scris despre această ipocrizie în eseul scurt „The Painter”, publicat în 1920, în care prezintă un cuplu modern care îmbrățișează egalitatea de gen în relația lor, un concept inedit și șocant la acea vreme.
Lucrând la editura Ullstein Verlag cu reviste destinate femeilor, Höch a devenit conștientă de deosebirea dintre cum sunt înfățișate femeile în reviste și care este de fapt realitatea lor. La acel loc de muncă a obținut multe dintre imaginile care urmau să servească drept materie primă în lucrările sale.
A criticat, de asemenea, căsătoria, înfățișând adesea miresele drept manechine sau copii, reflectând punctul de vedere al societății care ar vedea femeile ca niște persoane incomplete, cu puțin control asupra vieții lor.
Höch a lucrat la Ullstein Verlag în 1916-1926, într-un departament concentrat pe modele de design, artizanat, tricotat și broderie, adică tipuri de artă considerate adecvate pentru femei. Criticul de artă Kristin Makholm remarca că modelele create de Höch pentru revistele de femei ale Ullstein erau legate de experimentele sale timpurii cu abstracția modernistă. Artista a scris în 1918 un Manifest de broderie modernă, în care încuraja femeia modernă să se mândrească cu munca sa.
Höch se considera parte a mișcării femeilor din anii 1920, așa cum se arată în reprezentarea propriei persoane în Schnitt mit dem Küchenmesser DADA durch die letzte Weimarer Bierbauchkulturepoche Deutschlands (1919-1920). De asemenea, lucrările sale de obicei îmbină trăsăturile masculine și cele feminine într-o singură ființă. În epoca Republicii de la Weimar, „femeile cu trăsături bărbătești erau atât apreciate, cât și acuzate de încălcarea rolurilor tradiționale de gen”. În această lucrare de artă, Höch echivalează metaforic foarfecele cu care decupează imagini și cuțitul de bucătărie, acest gest simbolizând „disecția” domeniilor dominante ale politicii și vieții publice din cultura Weimer. Personajele sale androgine pot fi, de asemenea, legate de bisexualitatea ei și atracția față de masculinitatea femeilor.

## Lucrări

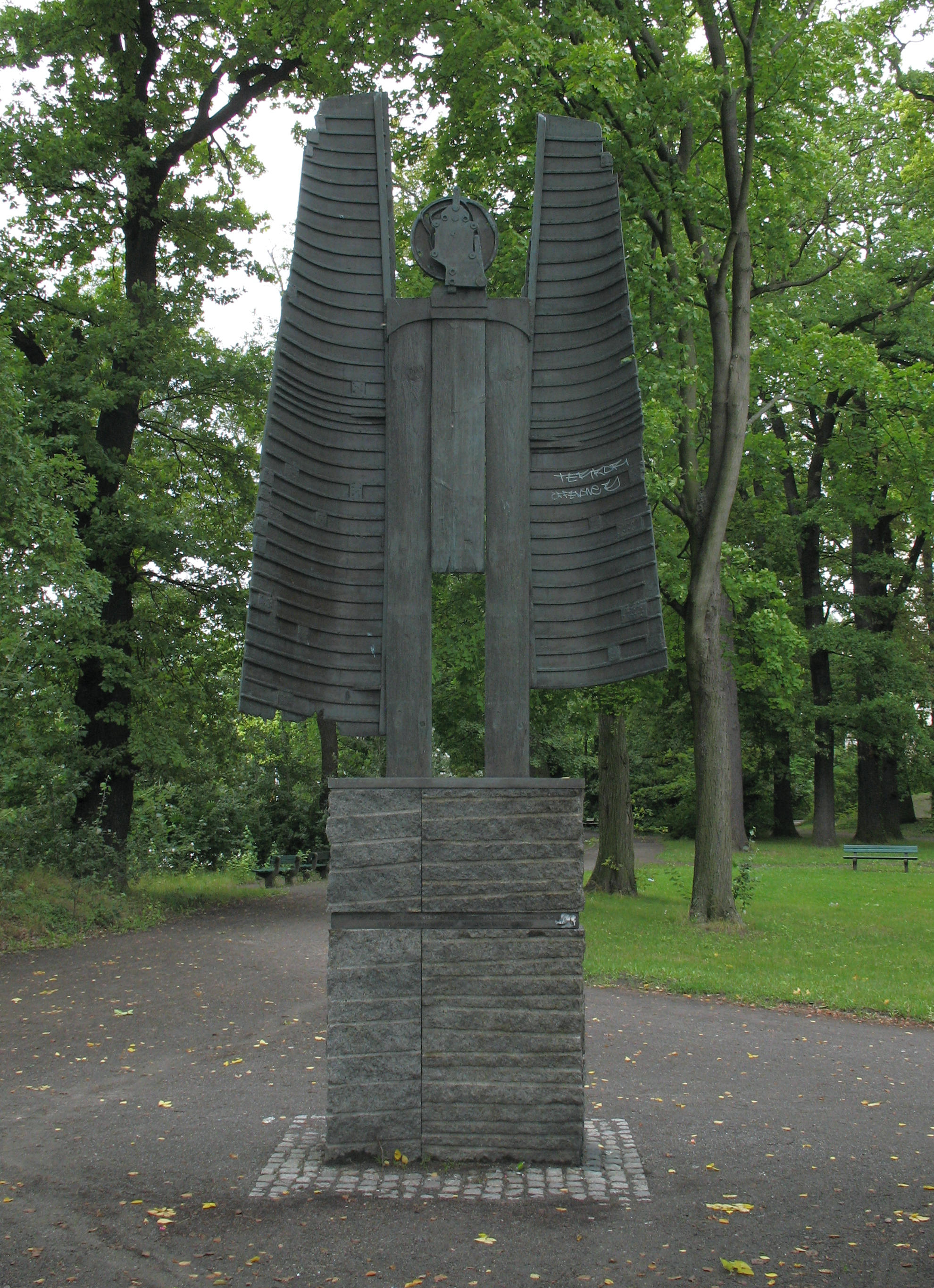
Siegfried Kühl, Der archaische Erz-Engel vom Heiligense, 1989, sculptură dedicată lui Hannah Höch în Berlin-Reinickendorf

Höch a fost un pionier al fotomontajului și al curentului dadaist. Multe din lucrările sale criticau industria frumuseții din acea vreme, iar altele, cu subiecte politice, egalau amenciparea femeilor cu o revoluție socială și politică.
Opera sa prezintă haosul culturii vizuale a Berlinului din perspectiva feminină. În special, fotomontajele ei criticau adesea conceptul de „Noua femeie” din Weimar. Din 1926 până în 1935, lucrările sale înfățișau deseori cupluri de același sex, iar femeile au redevenit o temă centrală în opera ei în 1963-1973. Procedeul la care a recurs cel mai frecvent era îmbinarea corpurilor masculine și feminine, fuziune care oferea femeii puterea atribuită unui bărbat, dar și estompa limitele dintre rolurile de gen. De asemenea, a folosit forme de artă istoric feminine, precum broderia, pentru a evidenția asociațiile de gen.
Höch a făcut, de asemenea, declarații răsunătoare cu privire la discriminarea rasială. Cea mai cunoscută lucrare a sa, Schnitt mit dem Küchenmesser DADA durch die letzte Weimarer Bierbauchkulturepoche Deutschlands („O disecție cu cuțitul de bucătărie dadaist prin ultima epocă culturală a pântecelui umplut cu bere din Weimarul german”), este o critică a Weimarului din 1919, care combină imagini decupate din ziarele vremii pentru a face o nouă declarație despre viață și artă, în stil dadaist.
From an Ethnographic Museum („Dintr-un muzeu etnografic”, 1929), unul dintre cele mai ambițioase și politice proiecte ale lui Höch, este compus din douăzeci de fotomontaje care juxtapun imagini ale corpurilor feminine europene și ale corpurilor masculine africane. Hoch a mai confecționat și Dada Puppens („păpușile dadaiste”) în 1916. Acestea au fost influențate de Hugo Ball, fondatorul curentului dadaist din Zurich. Hainele păpușilor seamănă cu formele geometrice ale costumelor lui Ball însuși, pe care el le purta la seminarele dadaiste.

## Expoziții
Opera lui Höch a fost expusă la nivel internațional în expoziții personale și de grup.
Galeria Whitechapel din Londra a găzduit o amplă expoziție a lucrărilor lui Höch în perioada 15 ianuarie–23 martie 2014, compusă din peste o sută de lucrări din colecții internaționale, executate de Höch în perioada 1910-1970. Au ieșit în evidență Staatshäupter („Șefii de stat”; 1918–1920), Hochfinanz („Finanțe avansate”; 1923), Flucht (Zborul; 1931) și mai multe lucrări din seria From an Ethnographic Museum.

### Expoziții personale (selecție)
- 2017: Hannah Höch – Auf der Suche nach der versteckten Schönheit, („În căutarea frumuseții ascunse”), Galerie und Verlag St. Gertrude⁠(de)[traduceți], Hamburg, 20 aprilie–16 iunie 2017
- 2016: Hannah Höch – Revolutionärin der Kunst, Kunsthalle Mannheim[45] și Kunstmuseum Mülheim an der Ruhr⁠(de)[traduceți][46]
- 2015: Vorhang auf für Hannah Höch („Ridicați cortina pentru Hannah Höch”), Kunsthaus Stade⁠(de)[traduceți], Stade, Germania, 7 noiembrie 2015–21 februarie 2016[47]
- 2014: Hannah Höch, Whitechapel Gallery, Londra[43]
- 2008: Hannah Höch – Aller Anfang ist DADA („Toate începuturile sunt dadaiste”), Museum Tinguely, Basel
- 2007: Hannah Höch – Aller Anfang ist DADA, Berlinische Galerie, Berlin.
- 1997: The Photomontages of Hannah Höch, Walker Art Center, Museum of Modern Art și Los Angeles County Museum of Art, Minneapolis, New York City, Los Angeles
- 1993: Hannah Höch, Muzeele din orașul Gotha, Germania[48]
- 1974: Hannah Höch, Muzeul Național de Artă Modernă din Kyoto
- 1961: Hannah Höch: Bilder, Collagen, Aquarelle 1918–1961, Galerie Nierendorf, Berlin
- 1929: Hannah Höch, Kunstzaal De Bron, Haga